# Porterville (Misisipi)
Porterville es un lugar designado por el censo ubicado en el condado de Kemper en el estado estadounidense de Misisipi. En el Censo de 2020 tenía una población de 34 habitantes y una densidad poblacional de 34 habitantes por km². Fue incluido como CDP en el censo de 2020. 

## Geografía
Porterville se encuentra ubicado en las coordenadas 32°41′16″N 88°28′20″O / 32.68778, -88.47222. Según la Oficina del Censo de los Estados Unidos,  tiene una superficie total de 1,00 km², todos correspondientes a tierra firme.